# Каргалинское
Каргалинское (каз. Қарғалы) — бывшее село в Актюбинской области Казахстана. Находилось в подчинении городской администрации Актобе. Было административным центром Каргалинского сельского округа. В 2018 году стало жилым массивом города Актобе в составе Алматинского административного района. Находится на левом берегу реки Каргалы примерно в 8 км к северо-востоку от центра города Актобе. Код КАТО — 151035100.

## История
Населённый пункт основан в 1950 году в связи с деятельностью Жилянской геологической экспедиции. В 1962 году село стало центром Каргалинского совхоза, а в 1977 году — центром Актюбинского района и переименовано в Каргалинское. В 1997 году и район, и колхоз были упразднены.

## Население
| Численность населения | Численность населения | Численность населения | Численность населения |
| 1979                  | 1989                  | 1999                  | 2009                  |
| --------------------- | --------------------- | --------------------- | --------------------- |
| 4170                  | ↗9343                 | ↗10 772               | ↗16 093               |

В 1999 году население села составляло 10772 человека (5203 мужчины и 5569 женщин). По данным переписи 2009 года, в селе проживали 16093 человека (7796 мужчин и 8297 женщин).

## Инфраструктура
В Каргалинском, а также в сёлах Магаджановское и Акжар функционирует Каргалинская археологическая экспедиция. На базе расформированного совхоза действуют мелкие частные хозяйства.